# Poinçon (charpente)
Pour les articles homonymes, voir Poinçon (homonymie).

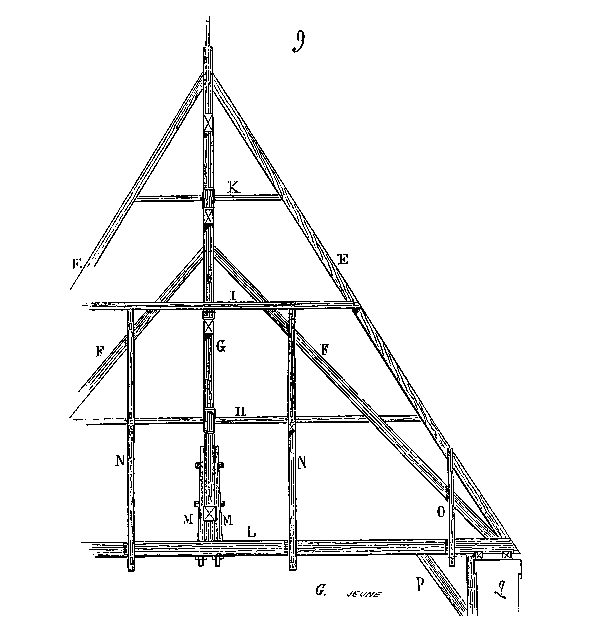
Poinçon (G), arbalétriers (E), entrait (L), charpente de Notre-Dame de Paris, par Eugène Viollet-le-Duc.

En charpente, le poinçon est une pièce principale faisant partie d'une ferme : c'est la pièce centrale verticale reliant l'entrait et les arbalétriers.
Son rôle est de suspendre le centre de l'entrait (la poutre basse horizontale), ce qui permet de le charger sans qu'il fléchisse, par un plancher par exemple. Il peut reprendre aussi les charges apportées par les contrefiches, quand il y en a. Toutes ces charges sont alors reportées en tête des arbalétriers, qui servent alors à les transférer de part et d'autre sur les murs extérieurs.
Une autre fonction est de maintenir et stabiliser l'ensemble de la ferme. 